# العلاء بن زيد
العلاء بن زيد أبو محمد البصري ويعرف بابن زيدل الثقفي، راوي حديث نبوي، من المتروكين، رُمى بالكذب ووضع الأحاديث.

## روايته للحديث النبوي
- روى عن: أنس بن مالك، شهر بن حوشب.
- روى عنه: عَبد المَلِك بْن الصباح، وعثمان بْن مطيع السلمي، علي بْن مُحَمَّد المنجوراني، وعُمَر بْن يحيى بْن نافع الإبلي، ويحيى بْن سَعِيد العطار الحمصي، ويزيد بن هارون، ويوسف بْن عيسى القرشي.[1]
- الجرح والتعديل: وقال علي بن المديني: «كان يضع الحديث»، وقال محمد بن إسماعيل البخاري، وأبو جعفر العقيلي، وابن عدي: «منكر الحديث»، وقال أبو حاتم الرازي: «منكر الحديث، متروك الحديث، بابة أَبِي هدبة، وزياد بْن ميمون». وقال أبو داود: «متروك الحديث»، وقال ابن حبان: «روى عن أنس نسخة موضوعة، لا يحل ذكره إلا تعجبًا»، وقال الدارقطني: «متروك»، روى له ابن ماجة حديثًا واحدًا، عَنْ أنس: «إذا رفعت رأسك من السجود، فلا تقعي كما يقعي الكلب».[1]